# Villa d’Alésia
La villa d'Alésia est une voie du 14e arrondissement de Paris, en France.

## Situation et accès
La villa d'Alésia est une voie publique située dans le 14e arrondissement de Paris. Elle débute au 111 ter, rue d'Alésia et se termine au 39, rue des Plantes. Elle présente la particularité d'avoir la forme d'un « Y », les deux branches supérieures de l'« Y » débouchant respectivement dans la rue des Plantes et d'Alésia et la branche inférieure se terminant en impasse.

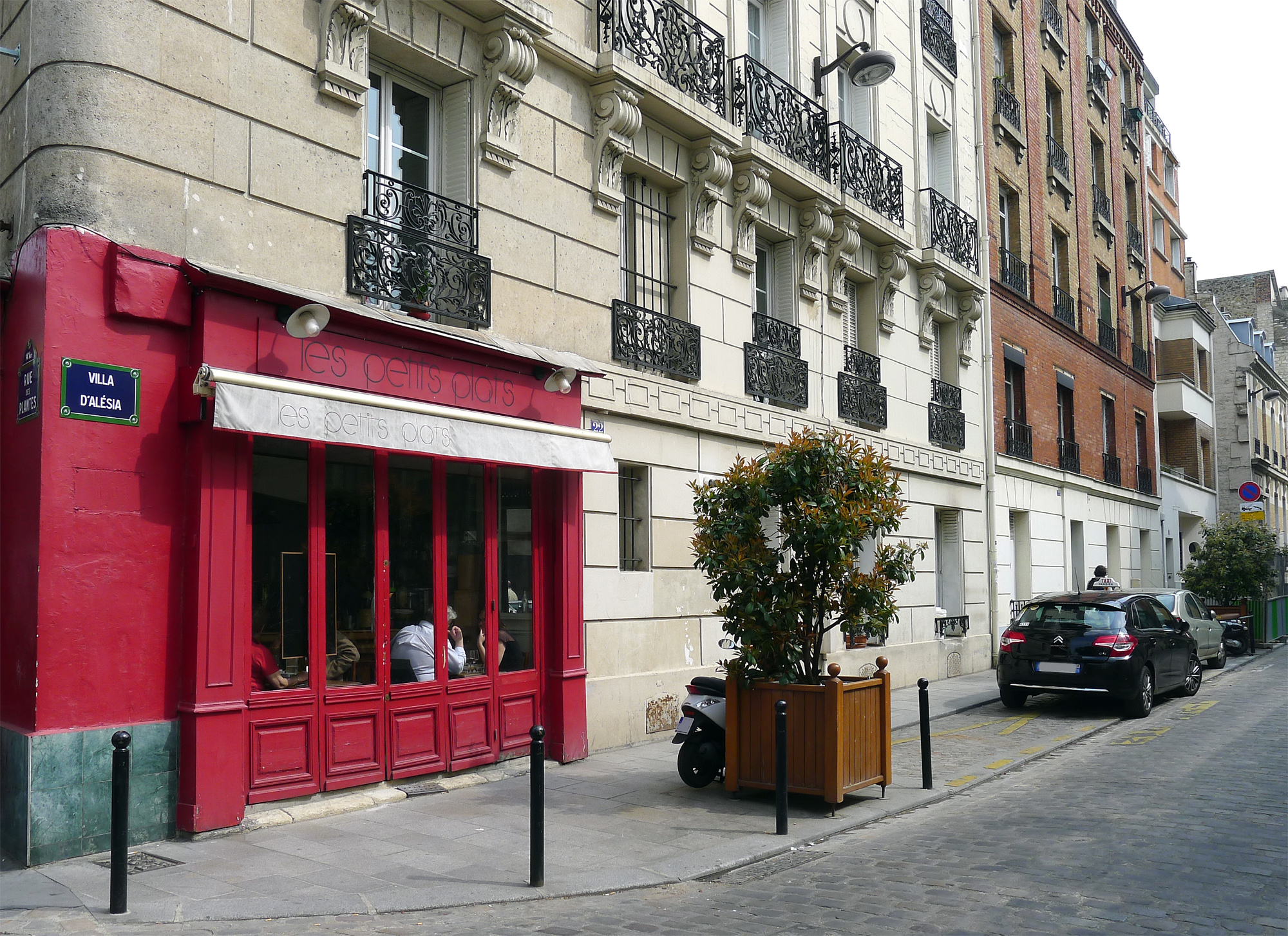
Vue depuis la rue des Plantes.
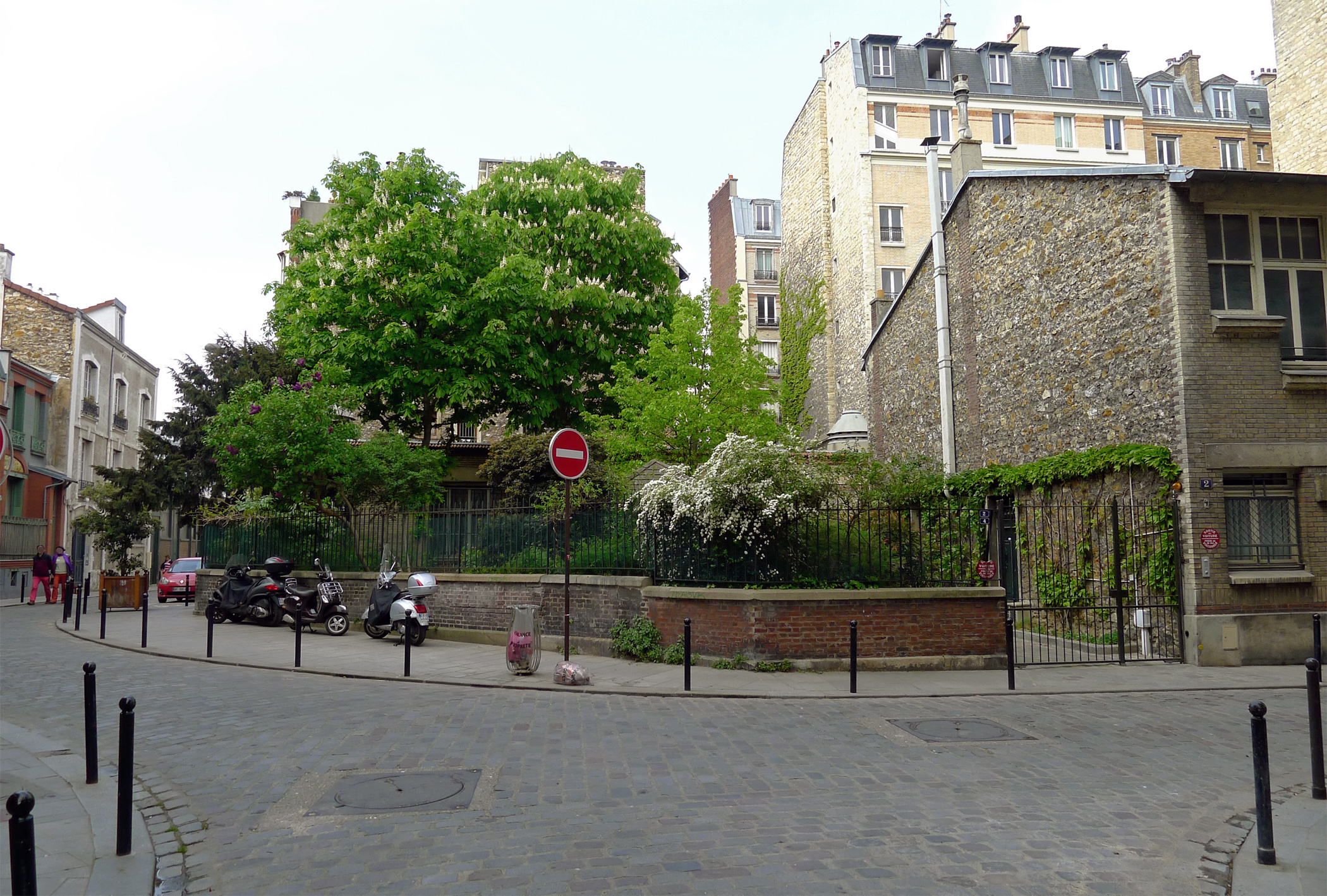
Les deux branches de l'« Y » vues depuis l'impasse.

## Origine du nom
Ce voie porte le nom de la ville gauloise d'Alésia célèbre par le siège qu'elle soutint contre Jules César.

## Historique
Cette voie est ouverte vers 1897 sous le nom de villa Parquet, du nom d'un propriétaire. Elle prend sa dénomination actuelle en 1965.

## Lieux de mémoire
- No 2 bis : atelier du sculpteur animalier Edouard-Marcel Sandoz (1881-1971)
- No 10 : domicile et atelier de Jacques Gruber (1870-1936), maître verrier et ébéniste. Son fils Francis Gruber, peintre, l'un des rares représentants du mouvement expressionniste en France, y a vécu également.
- No 11 : domicile et atelier du peintre Auguste Leroux (1871-1954)[4]
- No 14 : atelier de la peintre Suzanne Rey de Jaegher (1907-1994), remplacé par un immeuble d'habitation dans les années 1950
- No 37 bis : atelier, dans les années 1930, de l'artiste américaine Mary Callery (1903-1977) qu'elle cède provisoirement à Henri Matisse (1869-1954), en été 1939. Le peintre y pose au travail pour une série de photographies prise par Brassaï (1899-1984)[5],[6].
- N° 51 : IsaPocket Création

Lieux non localisés
- Laetitia Casta a installé les bureaux de ses studios de production dans cette voie[7].

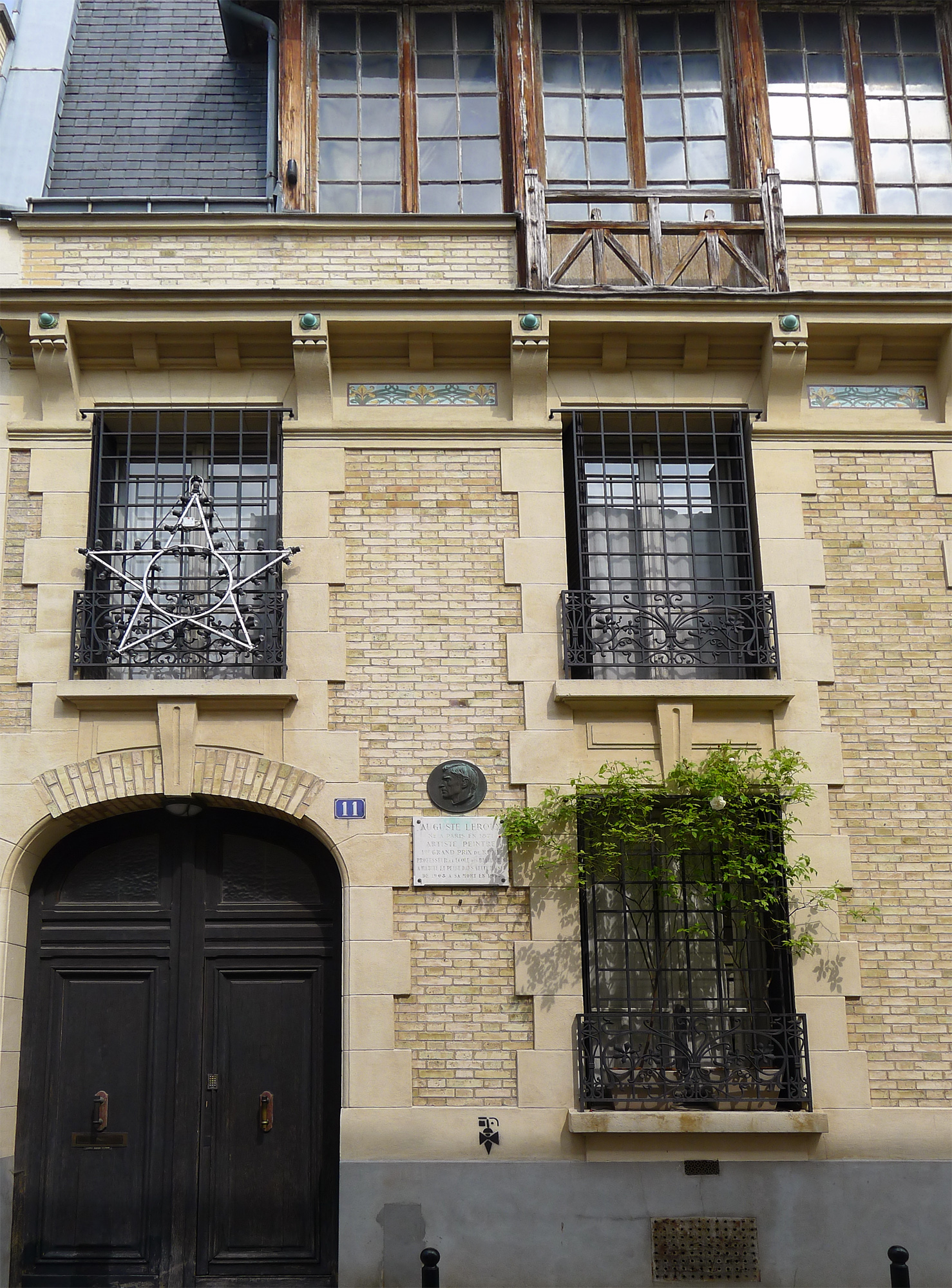
Numéro 11.
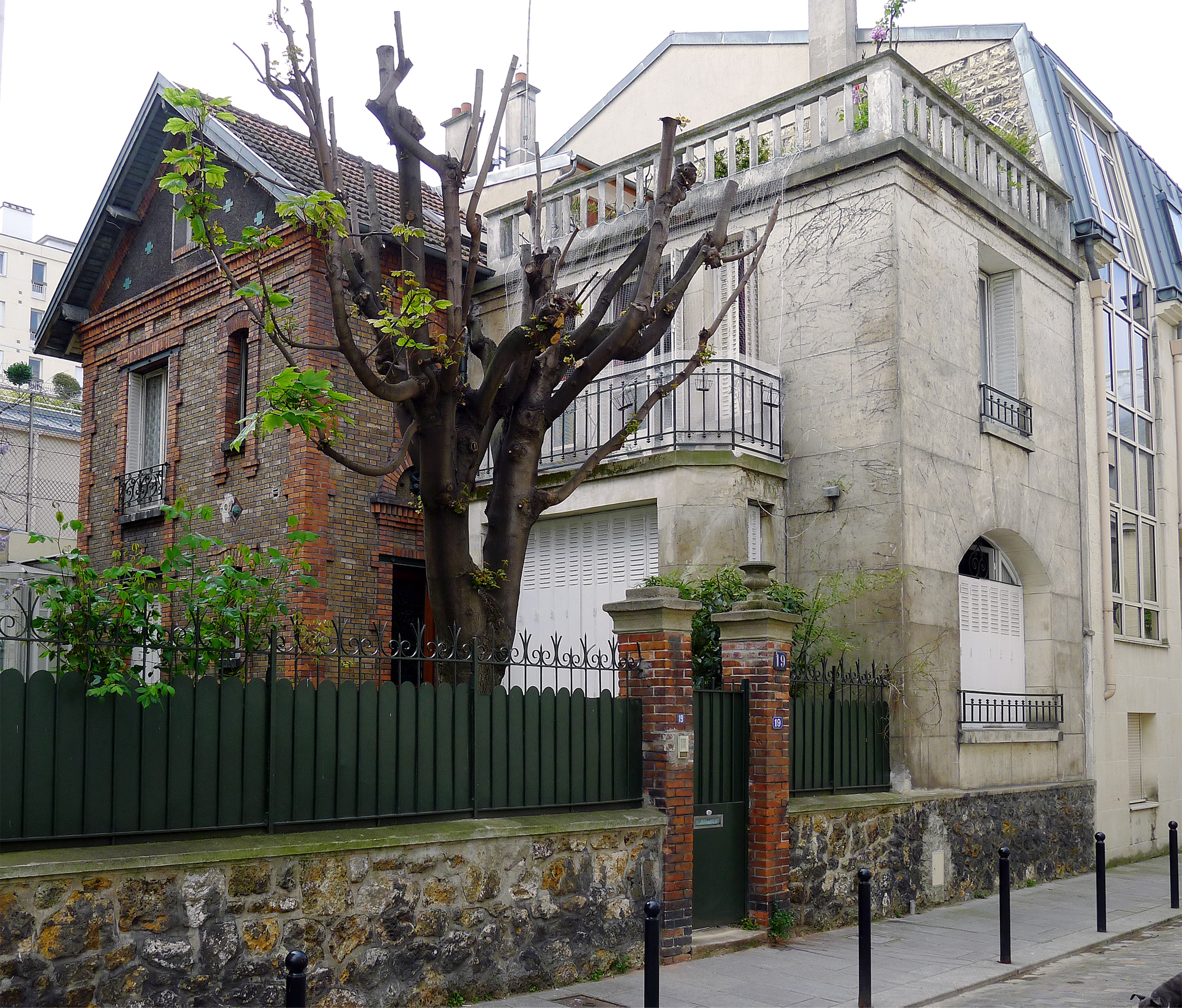
Numéro 19.
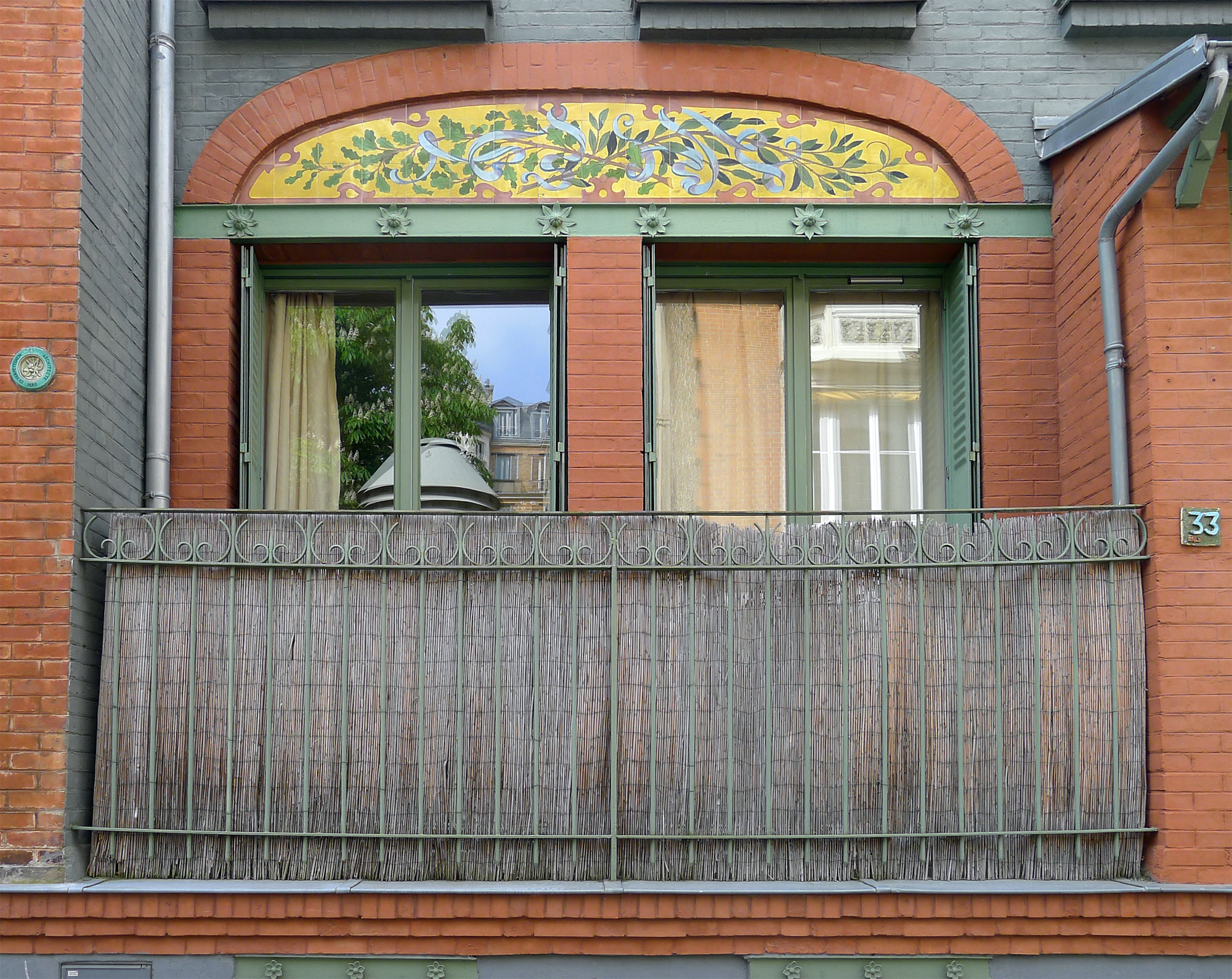
Numéro 33.
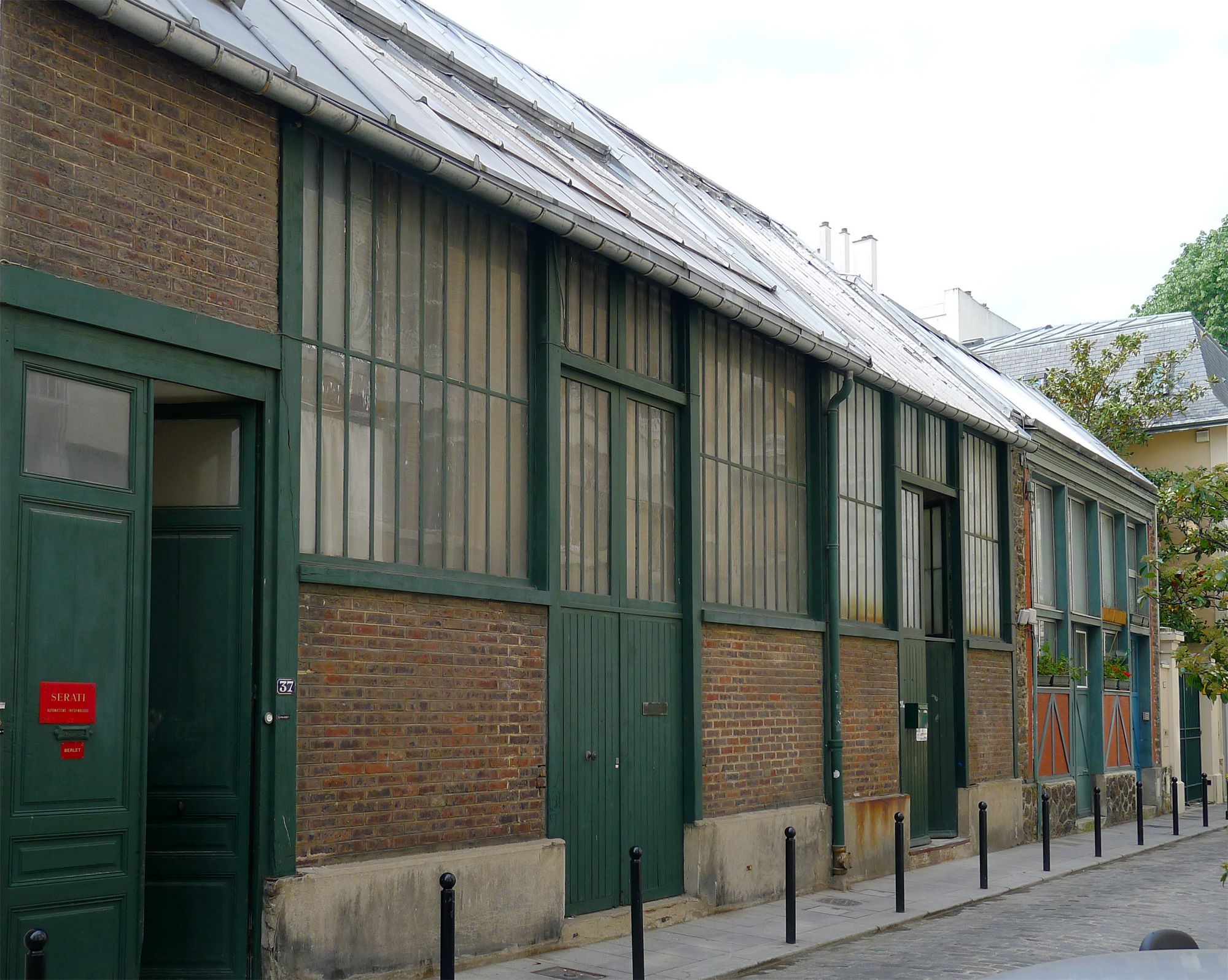
Numéro 37 et 37 bis.